# 云南高壳蚤
云南高壳蚤（学名：Kurzia yunnanensis）为盘肠蚤科高壳蚤属的动物。在中国大陆，分布于云南等地，其标本采集在池塘中。